# Anosia hegesippinus
Anosia hegesippinus är en fjärilsart som beskrevs av Johannes Karl Max Röber 1891. Anosia hegesippinus ingår i släktet Anosia och familjen praktfjärilar. Inga underarter finns listade i Catalogue of Life.